# Sikórz (gromada)
Sikórz (alt. Sikorz) – dawna gromada, czyli najmniejsza jednostka podziału terytorialnego Polskiej Rzeczypospolitej Ludowej w latach 1954–1972.
Gromady, z gromadzkimi radami narodowymi (GRN) jako organami władzy najniższego stopnia na wsi, funkcjonowały od reformy reorganizującej administrację wiejską przeprowadzonej jesienią 1954 do momentu ich zniesienia z dniem 1 stycznia 1973, tym samym wypierając organizację gminną w latach 1954–1972.
Gromadę Sikórz z siedzibą GRN w Sikorzu utworzono – jako jedną z 8759 gromad na obszarze Polski – w powiecie płockim w woj. warszawskim, na mocy uchwały nr VI/10/13/54 WRN w Warszawie z dnia 5 października 1954. W skład jednostki weszły obszary dotychczasowych gromad Kobierniki, Robertowo, Sikórz i Suchodół oraz wieś Parzeń i parcela Parzeń z dotychczasowej gromady Parzeń ze zniesionej gminy Biała w tymże powiecie. Dla gromady ustalono 14 członków gromadzkiej rady narodowej.
31 grudnia 1959 do gromady Sikórz przyłączono wsie Karwosieki i Karwosieki Nowe ze znoszonej gromady Łukoszyn w tymże powiecie.
31 grudnia 1961 gromadę zniesiono, włączając jej obszar do gromad: Siecień (wsie Kobierniki i Robertowo) i Brudzeń Duży (wsie Nowe Karwosieki, Parzeń, Sikórz i Suchodół) w tymże powiecie.